# Скулптуре од путера
Скулптуре од путера су скулптуре уклесане у путеру. Радови често приказују животиње, људе, зграде и друге објекте. Најпознатије су као атракције на државним сајмовима у Сједињеним Државама у облику крава и људи у природној величини, али се могу наћи и на банкетним столовима, па чак и на малим украсним тацнама за путер. Резбарење путера било је древни занат на Тибету, Вавилону, римској Британији и другде. Најраније документоване скулптуре од путера датирају из Европе из 1536. године, где су коришћене на банкетским столовима. Најранији радови у модерном смислу као јавна уметност датирају из Америке из 1870-их, коју је креирала Керолајн Шок Брукс, жена са фарме из Хелине, Арканзас. Врхунац израде скулптура од путера био је око 1890-1930, али су скулптуре од путера и даље популарна атракција на пољопривредним сајмовима, банкетским столовима и као украси од путера.

## Историја
Историја урезивања хране у скулптуралне предмете је древна. Археолози су пронашли калупе за хлеб и пудинг, животињских и људских облика на локалитетима од Вавилона до римске Британије.
У Европи, током периода ренесансе и барока, обликовање хране се обично радило за богате банкете. Током овог периода пронађена је најранија позната референца на скулптуру од путера. Године 1536, Бартоломео Скапи, кувар Папе Пија V, организовао је гозбу састављену од девет сцена детаљно исклесаних од намирница. Скапи је поменуо неколико скулптура од путера за гозбу, укључујући слона са носиљком, фигуру Херкула који се бори са лавом и Мавра на камили. Још једна рана референца налази се у биографији Антонија Канове (1757–1822), који је рекао да је први пут скренуо пажњу свог покровитеља када је као скромни дечак у кухињи исклесао импресивног лава од путера за банкет - прича се сада сматра апокрифном, мада поново потврђује постојање скулптура од маслаца у том периоду. Скулптуре од путера су правили и у 18. веку када су енглеске млекарице обликовале блокове путера у украсне облике.
Најранија скулптура од путера у модерном смислу (као јавна уметност, а не централни део банкета) може се пратити од Изложбе стогодишњице из 1876. на којој је Керолајн Шок Брукс, жена са фарме из Хелине, Арканзас, изложила своју Успавану Јоланту, бисту жене у барељефу, моделовану у путеру. Одржавана је на хладном помоћу система слојевитих чинија и честих промена леда. Брукс није имала формалну уметничку обуку, али је као фармер провела године правећи путер и 1867. године, да би дело учинила занимљивијим, почела је да га ваја, и на крају га искористила за продајно место. Како су њене вештине напредовале, почела је да то доживљава као уметничку форму. Године 1873. направила је своје ремек-дело Успавану Јоланту, које је понављала током година на регионалним изложбама широм САД. Тако је позвана да донесе реплику на Стогодишњу изложбу 1876. где је привукла толико пажње и похвала да је била позвана да ваја уживо за публику. Након тога је студирала у Паризу и Фиренци и на крају постала професионална вајарка која је радила у мермеру, али је повремено наставила да прави уметност од маслаца. Вратила се на Колумбијску изложбу у Чикагу 1893. и направила бисте краљице Изабеле и Кристифора Колумба. До тада је, међутим, било и других вајара са путером.
Процват вајања путера био је од око 1890. до 1930. године. Током овог периода хлађење је постало широко доступно, а америчка млечна индустрија је почела да промовише скулптуру од путера као начин да се такмичи са синтетичком заменом за путер као што је олеомаргарин (маргарин). Вајање од путера се смањило током Велике депресије и Другог светског рата због несташице, али се поново појавило након рата.

## Америка
Прва скулптура краве од маслаца која се појавила на државном сајму приказана је на сајму у држави Охајо 1903. године, а извајала ју је A. T. Shelton & Company. Нове скулптуре краве и телета стварају се сваке године, одражавајући позитивне идеале и културне трендове у Охају, и постале су традиција сајма.
Државни сајам у Минесоти никада није имао краву од путера, али приказује скулптуру од путера на други начин. Сајам наручује резбарије на путеру дванаест финалисткиња такмичења Принцезе Кеј са Млечног пута. Ове финалисткиње су изабране међу младим женама из Минесоте, између 16 и 23 године да буду млечне принцезе. Њихове фигуре су клесане из блокова путера од 90 фунти. Сваки од дванаест дана сајма по једна финалисткиња буде исклесана, 2010. од стране Линде Кристенсен, калифорнијске вајарке пореклом из Минесоте. Док принцеза позира на платформи која се окреће у расхлађеној витрини, Кристенсеновој је потребно око шест сати да исклеше њен лик, а све то пред посетиоцима сајма, који пролазе поред расхлађеног изложбеног простора. Када се резбарење заврши, приказује се до краја сајма, а на његовом затварању свака принцеза млекаре може да однесе своју кући и да је користи како жели (понекад се користи на матурским забавама или венчањима).

## Аустралија
Видевши успех принца од Велса у путеру у канадском павиљону у сезони Британске империје 1924. године, Аустралијанци су 1925. поставили већу скулптуру од путера у свој павиљон у парку Вембли. Приказивала је енглеског крикеташа Џека Хобса на стадиону за крикет у Сиднеју током тест серије 1924-5, у којој је Аустралија победила са 4-1.

## Канада
Године 1924. и 1925. Принц од Велса је представљен у две скулптуре од путера у расхладним кутијама у канадском павиљону на изложби Британске империје у парку Вембли, северозападни Лондон. Скулптуре су истовремено представљале патриотизам и биле ефикасна реклама за канадску млечну индустрију. Године 1924. скулптура је приказивала принца како стоји поред свог коња испред свог ранча у Пекиску, Алберта . За производњу скулптуре утрошено је 3.000 фунти путера. Скулптура из 1925. приказује принца како седи у хаљини поглавице Првих народа и заснована је на Едвардовој посети Банфу 1919. године, где су га Асинибојни поставили за почасног поглавицу. Извајали су га Џорџ Кент и Бошам Хокинс. Ликови жена првих народа у кућишту скулптура од путера из 1925. биле су једина референца на канадске прве народе у канадском павиљону. 
Забележено је да је принц био задовољан обема скулптурама. Када је краљица Марија видела скулптуру свог сина од путера, насмејала се и рекла да је то „прилично изузетна сличност“. Британска штампа је такође била импресионирана, прогласивши скулптуру из 1925. једним од чуда Вемблија. И други су били подједнако импресионирани. Неки у канадској штампи су, међутим, били незадовољни скулптуром из 1925. године, а у једном раду је писало „Време је да Канада престане да се рекламира приказима Индијанаца у ратној боји“.
Убрзо након завршетка Другог светског рата, маркетиншки одбор произвођача крема у Онтарију и канадски произвођачи млека почели су кампању за промоцију својих производа. У оквиру ове кампање покренуто је вајање од путера уз слоган „Са путером је боље“. Ово је имало за циљ да повећа тржишни удео путера у конкуренцији снажног рекламирања маргарина касних 1940-их. Скулптуре од путера биле су изложене и на Канадској националној изложби и на Краљевским пољопривредним зимским сајмовима у Торонту. Рос Батлер је био први канадски уметник који је вајао у путеру на овим сајмовима. Створио је много различитих скулптура од путера у природној величини између 1947. и 1954. године. Свака скулптура је била у природној величини. Направљени су у хлађеним, стакленим кућиштима и изложени су током трајања сваког сајма. На крају догађаја, путер је враћен у промет. Последње скулптуре од путера које је Рос направио биле су краљица Елизабета II и принц Филип на Западном сајму у Лондону, Онтарио 1956. године. Након тога се вратио раду у глини са познатим темама говеда и коња. Године 1986, прикладна почаст Росу Батлеру на Краљевском пољопривредном зимском сајму укључивала је његову личност коју је у путеру извајао уметник из Виндзора, Кристофер Рис.

## Тибет
Скулптуре од путера (или Торма) део су древне тибетанске будистичке традиције; јаков путер и боја се још увек користе за стварање привремених симбола за тибетанску Нову годину и друге верске прославе.